# 모랑 솔니에
모랑 솔니에(Morane-Saulnier, 모레인 솔니에르, 정식 명칭: Aéroplanes Morane-Saulnier)는 1911년 10월 레이먼드 솔니에(Raymond Saulnier)와 모랑 형제인 레온과 로버트가 설립한 프랑스 항공기 제조 회사이다. 1960년대에 회사가 인수되어 다각화되었다.

## 모랑 솔니에 디자인
- 모랑 보렐 단엽기 ("Type A")
- 모랑 솔니에 B
- 모랑 솔니에 G
- 모랑 솔니에 H
- 모랑 솔니에 L
- 모랑 솔니에 LA
- 모랑 솔니에 N
- 모랑 솔니에 I
- 모랑 솔니에 V
- 모랑 솔니에 P
- 모랑 솔니에 T
- 모랑 솔니에 AC
- 모랑 솔니에 AF
- 모랑 솔니에 AI
- 모랑 솔니에 AN
- 모랑 솔니에 AR
- 모랑 솔니에 BB
- 모랑 솔니에 MS.43
- 모랑 솔니에 MoS-50
- 모랑 솔니에 MoS.53
- 모랑 솔니에 MoS-121
- 모랑 솔니에 MS.129
- 모랑 솔니에 MS.130
- 모랑 솔니에 MS.130 Michelin Cup
- 모랑 솔니에 MS.132
- 모랑 솔니에 MS.138
- 모랑 솔니에 MS.139
- 모랑 솔니에 MS.140
- 모랑 솔니에 MS.147
- 모랑 솔니에 MS.148
- 모랑 솔니에 MS.149
- 모랑 솔니에 MS.152
- 모랑 솔니에 MS.180
- 모랑 솔니에 MS.181
- 모랑 솔니에 MS.185
- 모랑 솔니에 MS.200[2]
- 모랑 솔니에 MS.221/MS.222/MS.223
- 모랑 솔니에 MS.224
- 모랑 솔니에 M.S.225/M.S.226/MS.227
- 모랑 솔니에 MS.230
- 모랑 솔니에 MS.231
- 모랑 솔니에 MS.232
- 모랑 솔니에 MS.233
- 모랑 솔니에 MS.234
- MS.235, MS.236, MS.237
- 모랑 솔니에 MS.275
- 모랑 솔니에 MS.315
- 모랑 솔니에 M.S.325
- 모랑 솔니에 MS.340
- 모랑 솔니에 MS.341
- 모랑 솔니에 MS.342
- 모랑 솔니에 MS.343
- 모랑 솔니에 MS.345
- 모랑 솔니에 MS.350
- 모랑 솔니에 MS.405
- 모랑 솔니에 M.S.406, MS.410, MS.411, MS.412, MS.430, MS.435, MS.450
- 모랑 솔니에 MS.470 반노
- 모랑 솔니에 MS.500 Criquet, MS.502, MS.505
- 모랑 솔니에 MS.560
- 모랑 솔니에 MS.570
- 모랑 솔니에 MS.571
- 모랑 솔니에 MS.603
- 모랑 솔니에 MS-700 페트렐
- 모랑 솔니에 MS.703
- 모랑 솔니에 알키온 (MS.730 MS.731, MS.732, MS.733, MS.7350)
- 모랑 솔니에 MS.755
- 모랑 솔니에 MS.760
- 모랑 솔니에 MS.880 Rallye
- 모랑 솔니에 MS.880b Rallye
- 모랑 솔니에 MS.885 Super Rallye
- 모랑 솔니에 MS.893E
- 모랑 솔니에 MS.1500